# Prix de Belgique - Amérique Races Qualif 6

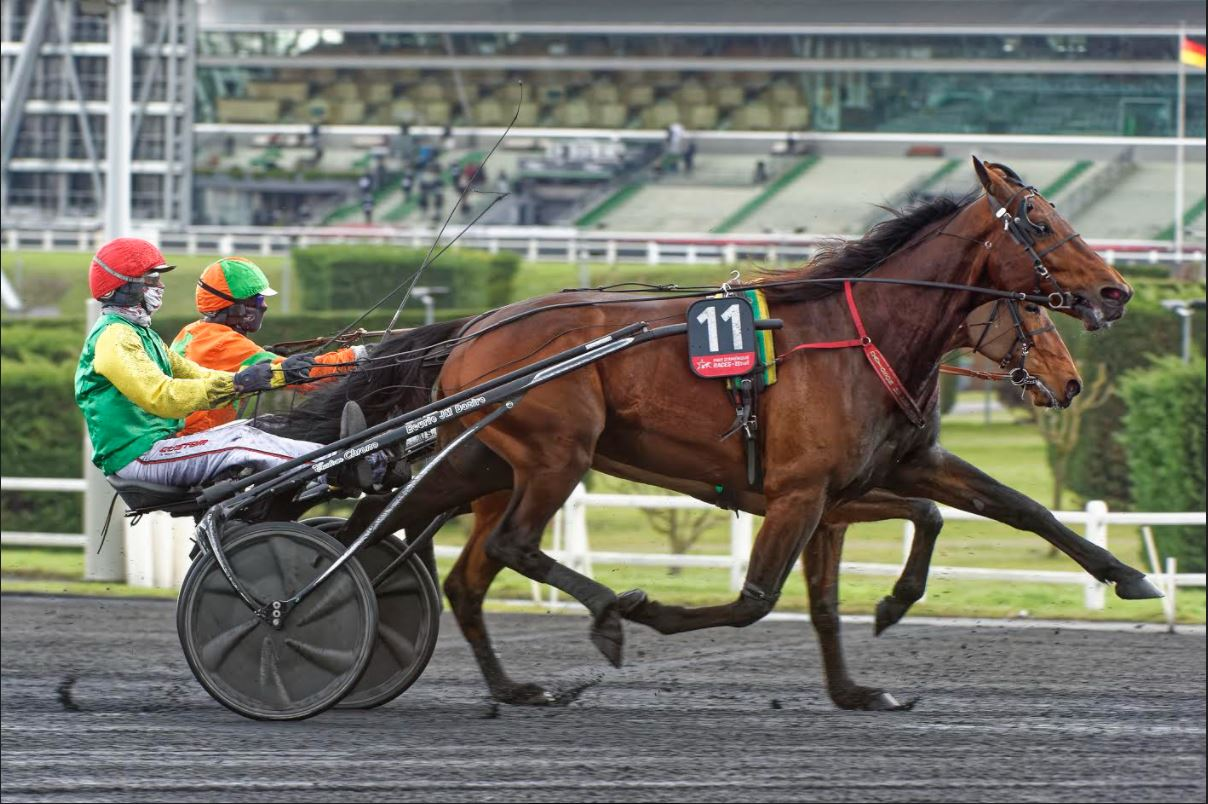
Victoire et record pour Davidson du Pont et Jean Michel Bazire lors de la Qualif #6 - Prix de Belgique 2021.

Le Prix de Belgique - Amérique Races Qualif 6, Prix de Belgique avant 2017, Grand Prix de Belgique de 2017 à 2020, est une course hippique de trot attelé se déroulant au mois de janvier sur l'hippodrome de Vincennes.
Créée en 1979 en remplacement du Prix du Béarn,, c'est une course de Groupe II internationale réservée aux chevaux de 4 à 11 ans, hongres exclus, ayant gagné au moins 130 000 €. L'allocation s'élève à 120 000 €, dont 54 000 € pour le vainqueur. 
De 1920 à 1955, le Prix de Belgique était une course de courte distance (entre 2 200 et 2 500 mètres selon les époques), revanche du Prix d'Amérique, courue début février puis fin janvier ; elle a été remplacée par le Prix de France en 1956 devenu le Prix de France Speed Race en 2021.
Le Prix de Belgique - Qualif 6 se court sur la distance de 2 850 mètres depuis 2006, grande piste, départ volté. La distance était de 2 700 mètres de 1994 à 2005, de 2 650 mètres la décennie précédente. 
C'est la dernière des quatre « B », c’est-à-dire des quatre courses préparatoires et qualificatives donnant aux trois premiers de chacune de ces épreuves une qualification automatique au Prix d'Amérique Legend Race : Prix de Bretagne - Amérique Races Qualif 1, Prix du Bourbonnais - Amérique Races Qualif 2, Prix de Bourgogne - Amérique Races Qualif 5 et Prix de Belgique - Amérique Races Qualif 6.
Ces quatre épreuves permettent également aux trois premiers d'être automatiquement qualifiés pour le Prix de France Speed Race et le Prix de Paris Marathon Race.
Il faut toutefois constater que le vainqueur de cette épreuve s'impose rarement deux semaines plus tard dans l'épreuve reine le Prix d'Amérique Legend Race (le dernier doublé a été réalisé par Bold Eagle en 2016). Ourasi détient le record de victoires avec quatre succès consécutifs de 1986 à 1989, et le temps record de l'épreuve est la propriété de Davidson du Pont, avec une réduction kilométrique de 1'12" (sur 2 850 mètres) en 2021. La génération 2011 (les B) a remporté avec quatre chevaux différents les cinq éditions de 2016 à 2020, dont celle de 2019 avait vu Bélina Josselyn franchir l'arrivée première mais céder sa victoire à son contemporain Bird Parker à la suite d'un déclassement.
Autres épreuves qualificatives au Prix d'Amérique Legend Race, ainsi qu'au Prix de France Speed Race et au Prix de Paris Marathon Race, mais avec qualification directe uniquement pour le vainqueur : le Critérium continental - Amérique Races Qualif 3, groupe I réservé aux trotteurs de 4 ans, et le Prix Ténor de Baune - Amérique Races Qualif 4, groupe I réservé aux trotteurs de 5 ans.
Depuis 2021, cette course fait partie des Amérique Races, neuf rencontres composées de six épreuves qualificatives (Prix de Bretagne - Qualif 1, Prix du Bourbonnais - Qualif 2, Critérium continental - Qualif 3, Prix Ténor de Baune - Qualif 4, Prix de Bourgogne - Qualif 5 et Prix de Belgique Qualif 6) puis de trois courses au sommet : « la Legend Race », la « Speed Race » et la « Marathon Race ». En 2023, la compétition a été renommée Amérique Races PMU, et la course s'intitule Prix de Belgique - Amérique Races PMU Q#6.

## Palmarès depuis 1976
| Année      | Vainqueur         | S/A  | Pays    | Père               | Driver                | Entraîneur              | Deuxième              | Troisième             | Réd.km |
| ---------- | ----------------- | ---- | ------- | ------------------ | --------------------- | ----------------------- | --------------------- | --------------------- | ------ |
| 2025       | Iroise de la Noé  | F. 7 | France  | Tornado Bello      | Thomas Levesque       | Thomas Levesque         | Idéal Ligneries       | Hooker Berry          | 1'12"1 |
| 2024       | Izoard Védaquais  | M.6  | France  | Bird Parker        | Benjamin Rochard      | Philippe Allaire        | Inmarosa Go On Boy DH | Inmarosa Go On Boy DH | 1'13"  |
| 2023       | Horsy Dream       | M.6  | France  | Scipion du Goutier | Éric Raffin           | Pierre Belloche         | Décoloration          | Hohneck               | 1'13"3 |
| 2022       | Feydeau Seven     | M.7  | France  | Rédéo Josselyn     | Jean-Michel Bazire    | Jean-Michel Bazire      | Diable de Vauvert     | Rebella Matters       | 1'12"4 |
| 2021       | Davidson du Pont  | M.8  | France  | Pacha du Pont      | Jean-Michel Bazire    | Jean-Michel Bazire      | Délia du Pommereux    | Moni Viking           | 1'12"  |
| 2020       | Bélina Josselyn   | F.9  | France  | Love You           | Jean-Michel Bazire    | Jean-Michel Bazire      | Énino du Pommereux    | Davidson du Pont      | 1'12"6 |
| 2019       | Bird Parker       | M.8  | France  | Ready Cash         | Jean-Philippe Monclin | Philippe Allaire        | Bahia Quesnot         | Carat Williams        | 1'13"2 |
| 2018       | Bird Parker       | M.7  | France  | Ready Cash         | Jean-Philippe Monclin | Philippe Allaire        | Bold Eagle            | Readly Express        | 1'13"1 |
| 2017       | Briac Dark        | M.6  | France  | Prince Gédé        | David Thomain         | Thierry Duvaldestin     | Call Me Keeper        | Wild Honey            | 1'13"8 |
| 2016       | Bold Eagle        | M.5  | France  | Ready Cash         | Franck Nivard         | Sébastien Guarato       | Voltigeur de Myrt     | Oasis Bi              | 1'13"6 |
| 2015       | Uhlan du Val      | M.7  | France  | Isléro de Bellouet | Cédric Megissier      | Cédric Megissier        | Vabellino             | Very Nice Marceaux    | 1'13"3 |
| 2014       | Yarrah Boko       | M.9  | Suède   | Coktail Jet        | Pierre Vercruysse     | Trond Anderssen         | Univers de Pan        | Soleil du Fossé       | 1'14"4 |
| 2013       | Yarrah Boko       | M.8  | Suède   | Coktail Jet        | Pierre Vercruysse     | Trond Anderssen         | Roxana de Barbray     | Royal Dream           | 1'13"3 |
| 2012       | Royal Dream       | M.7  | France  | Love You           | Jean-Philippe Dubois  | Philippe Moulin         | Roxane Griff          | Ready Cash            | 1'13"3 |
| 2011       | Maharajah         | M.6  | Suède   | Viking Kronos      | Örjan Kihlström       | Stefan Hultman          | Nuit Torride          | Oasis Gédé            | 1'13"  |
| 2010       | Paris Haufor      | M.7  | France  | Vivier de Montfort | Christian Bigeon      | Christian Bigeon        | Oasis Gédé            | Ghiaccio del Nord     | 1'13"6 |
| 2009       | Giuseppe Bi       | M.6  | Italie  | Toss Out           | Christophe Martens    | Fabrice Souloy          | Nouba du Saptel       | Nuit Torride          | 1'14"9 |
| 2008       | Nouba du Saptel   | F.7  | France  | Canada             | Pascal-André Geslin   | Pascal-André Geslin     | Exploit Caf           | Niky                  | 1'14"2 |
| 2007       | Niky              | M.6  | France  | Viking's Way       | Bernard Piton         | Laurent-Claude Abrivard | Ladakh Jiel           | Java Darche           | 1'13"6 |
| 2006       | Keed Tivoli       | M.8  | France  | Steed James        | Maxime Bézier         | Antoine-Paul Bézier     | Triton Sund           | Kazire de Guez        | 1'13"9 |
| 2005       | Kazire de Guez    | M.7  | France  | Udo de Touraine    | Stéphane Delasalle    | Jean-Michel Bazire      | Kallighan             | Super Light           | 1'13"3 |
| 2004       | Naglo**           | M.5  | Suède   | Coktail Jet        | Örjan Kihlström       | Stefan Hultman          | Kesaco Phedo          | Hilda Zonnett         | 1'13"5 |
| 2003       | Gébrazac          | M.9  | France  | Sébrazac           | Serge Peltier         | Serge Peltier           | Energetic             | Flambeau des Pins     | 1'13"6 |
| 2002       | Insert Gédé       | M.6  | France  | Jet du Vivier      | Yves Dreux            | Jean-Luc Bigeon         | Galopin du Ravary     | Grassano              | 1'14"8 |
| 2001       | Fan Idole         | F.8  | France  | Le Ham             | Richard-W. Denéchère  | Richard-W. Denéchère    | Farnese               | Giant Cat             | 1'14"3 |
| 2000       | Draga             | F.9  | France  | Polstock           | Michel Lenoir         | Michel Lenoir           | Fridhems Ambra        | Giant Cat             | 1'14"6 |
| 1999       | Remington Crown   | M.6  | France  | Lord of All        | Jos Verbeeck          | Jan Kruithof            | Lovely Godiva         | Moni Maker            | 1'14"6 |
| 1998       | Écho              | M.6  | France  | Qlorest du Vivier  | Pierre Vercruysse     | Jean-Étienne Dubois     | Escartefigue          | Zoogin                | 1'15"4 |
| 1997       | Huxtable Hornline | M.6  | Suède   | Sherwood           | Anders Lindqvist      | Anders Lindqvist        | His Majesty           | Pride Farming         | 1'18"  |
| 1996       | Cèdre du Vivier   | M.6  | France  | Hêtre Vert         | Jean-Pierre Thomain   | Jean-Yves Lécuyer       | Arnaqueur             | Abo Volo              | 1'15"5 |
| 1995       | Shan Rags         | M.8  | Norvège | Horton             | Noralf Braekken       | Noralf Braekken         | Houston Laukko        | Bicycle               | 1'14"7 |
| 1994       | Queen L           | F.8  | Suède   | Crowntron          | Stig H. Johansson     | Stig Engberg            | Houston Laukko        | Urs d'Erevan          | 1'15"6 |
| 1993       | Queen L           | F.7  | Suède   | Crowntron          | Stig H. Johansson     | Stig H. Johansson       | Sea Cove              | Vourasie              | 1'16"1 |
| 1992       | Ultra Ducal       | M.6  | France  | Buffet II          | Paul Viel             | Paul Viel               | The Big Apple         | Queen L               | 1'16"6 |
| 1991       | Ténor de Baune    | M.6  | France  | Le Loir            | Jean-Baptiste Bossuet | Jean-Baptiste Bossuet   | Ultra Ducal           | Rêve d'Udon           | 1'16"1 |
| 1990       | Queila Gédé       | F.8  | France  | Gazon              | Roger Baudron         | Roger Baudron           | Piper Club            | Pan de la Vaudère     | 1'16"6 |
| 1989       | Ourasi            | M.9  | France  | Greyhound          | Jean-René Gougeon     | Jean-René Gougeon       | Queila Gédé           | Napoletano            | 1'15"8 |
| 1988       | Ourasi            | M.8  | France  | Greyhound          | Jean-René Gougeon     | Jean-René Gougeon       | Quiton du Coral       | Poroto                | 1'15"6 |
| 1987       | Ourasi            | M.7  | France  | Greyhound          | Jean-René Gougeon     | Jean-René Gougeon       | Pan de la Vaudère     | Poroto                | 1'17"2 |
| 1986       | Ourasi            | M.6  | France  | Greyhound          | Jean-René Gougeon     | Jean-René Gougeon       | Lutin d'Isigny        | Ludo du Chignon       | 1'17"8 |
| 1985       | Minou du Donjon   | M.7  | France  | Quioco             | Michel Roussel        | Jean-Lou Peupion        |                       | Major de Brion        | 1'17"4 |
| 1985       | Mon Tourbillon    | M.7  | France  | Amyot              | Jean-Pierre Viel      | Jean-Pierre Viel        |                       |                       | DH     |
| 1984       | Lurabo            | M.7  | France  | Ura                | Michel-Marcel Gougeon | Jean-Lou Peupion        | Minou du Donjon       | Lass Quick            | 1'18"  |
| 1983       | Katinka           | F.7  | France  | Kerjacques         | Jean-René Gougeon     | Jean-René Gougeon       | Lurabo                | Lutin d'Isigny        | 1'17"2 |
| 1982       | Jarnibleu         | M.7  | France  | Amiral Williams    | Roger Martinet        | J.-P. Faucon            | Kisin                 | Khali de Vrie         | 1'18"3 |
| 1981       | Ianthin           | M.7  | France  | Vésuve T           | Paul Delanoë          | Marin Tribondeau        | Jorky                 | Igor du Beauvoisin    | 1'17"8 |
| 1980       | Idéal du Gazeau   | M.6  | France  | Alexis III         | Eugène Lefèvre        | Eugène Lefèvre          | Éjakval               | Ianthin               | 1'17"9 |
| 1979       | Fadet             | M.8  | France  | Nouvel Atout II    | Jean-Claude Hallais   | Jean-Claude Hallais     | Gazon                 | Hadol du Vivier       | 1'18"8 |
| 1978       | Fakir du Vivier   | M.7  | France  | Sabi Pas           | Michel-Marcel Gougeon | Pierre-Désiré Allaire   | Éjakval               | Grandpré              | 1'18"4 |
| 1977       | Équiléo           | M.7  | France  | Paléo              | Léopold Verroken      | Pierre-Désiré Allaire   | Dimitria              | Feu Violet            | 1'19"5 |
| 1975/ 1976 | Bellino II        | M.8  | France  | Boum III           | Jean-René Gougeon     | Maurice Macheret        | Catharina             | Clissa                | 1'19"3 |

** Kesaco Phedo rétrogradé de la première place

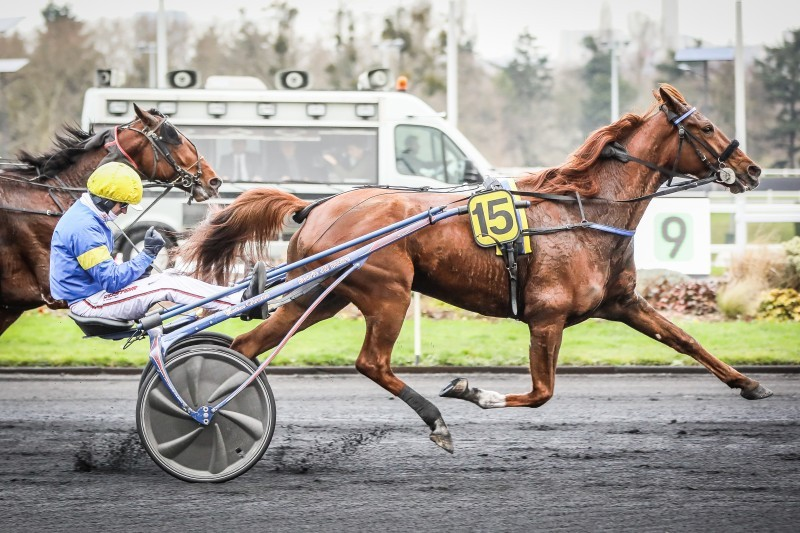
Victoire de Bélina Josselyn et Jean-Michel Bazire dans le Grand Prix de Belgique 2020.

## Sources
- Pour les conditions de course et les dernières années du palmarès : site du Cheval français : résultats officiels
- Pour les courses plus anciennes : site du Cheval français : rechercher un prix